# Pterartoriola lativittata
Pterartoriola lativittata är en spindelart som först beskrevs av William Frederick Purcell 1903.  Pterartoriola lativittata ingår i släktet Pterartoriola och familjen vargspindlar. Inga underarter finns listade i Catalogue of Life.